# Le Dernier Train de Shanghai
Pour plus de détails, voir Fiche technique et Distribution.
Le Dernier Train de Shanghai (Apocalisse sul fiume giallo) est un film franco-italien réalisé par Renzo Merusi sorti en 1960.

## Synopsis
En 1950 en pleine guerre civile chinoise, les troupes pro Mao et les partisans de Chiang Kaï-shek s'affrontent dans une lutte acharnée. Apprenant par Slansky que Wang un rebelle a pour but de faire sauter la digue du Fleuve jaune, Jean Blin un journaliste en mal de scoops décide de couvrir l’événement. Mais au dernier moment il décide, de tout faire pour empêcher le sabotage.

## Fiche technique
- Titre français : Le Dernier Train de Shanghai
- Réalisation : Renzo Merusi
- Scenario : Vittoriano Petrilli, Vinicio Marinucci et Renzo Merusi
- D’après une idée de :Pier Maria Frassinetti
- Version française[1] : Record film
- Sous la direction de : Gérard Cohen
- Assistance réalisation : Umberto Lenzi
- Prises de vues en extrême orient : Hwa Hwei
- Maquillage : Amato Garbini
- Photographie : Enzo Serafin
- Format : Vistavision, Technicolor, 2,35:1
- Producteur délégué : Álmos Mező[2]
- Montage : Nella Nannuzzi
- Musique  : Gian Stellari et Guido Robuschi
- Producteur : Renzo Merusi
- Sociétés de production : Unipictures Rome, Major film Rome et Ciné lyre Paris
- Distribution en France : Les Films Jacques Leitienne
- Pays d'origine :  Italie ,  France
- Genre : film d'aventures
- Durée : 88 minutes
- Dates de sortie :
  -  Italie : 25 mars 1960
  -  France : 15 septembre 1961

## Distribution
- Georges Marchal  (VF : lui-même) : Jean Blin / John Bell
- Anita Ekberg (VF : Jacqueline Carrel ) : Dorothy Simmons
- Franca Bettoja (VF : Janine Freson)  : sœur Céleste
- George Wang  (VF : Georges Aminel) : Wang
- Dori Dorika  (VF : Jacqueline Ferriere) : Mamie
- Claudio Biava (VF : Hubert Noel) : Anak
- Jose Jaspe  (VF : Pierre Gay) : Slansky
- Milena Bettini : Peggy la chanteuse
- Miranda Campa : Mary
- Fanfulla : le complice de Slansky
- Mei-Lang-Chang : Mei Lan
- Liana Del Balzo : une joueuse